# Tacksägelse

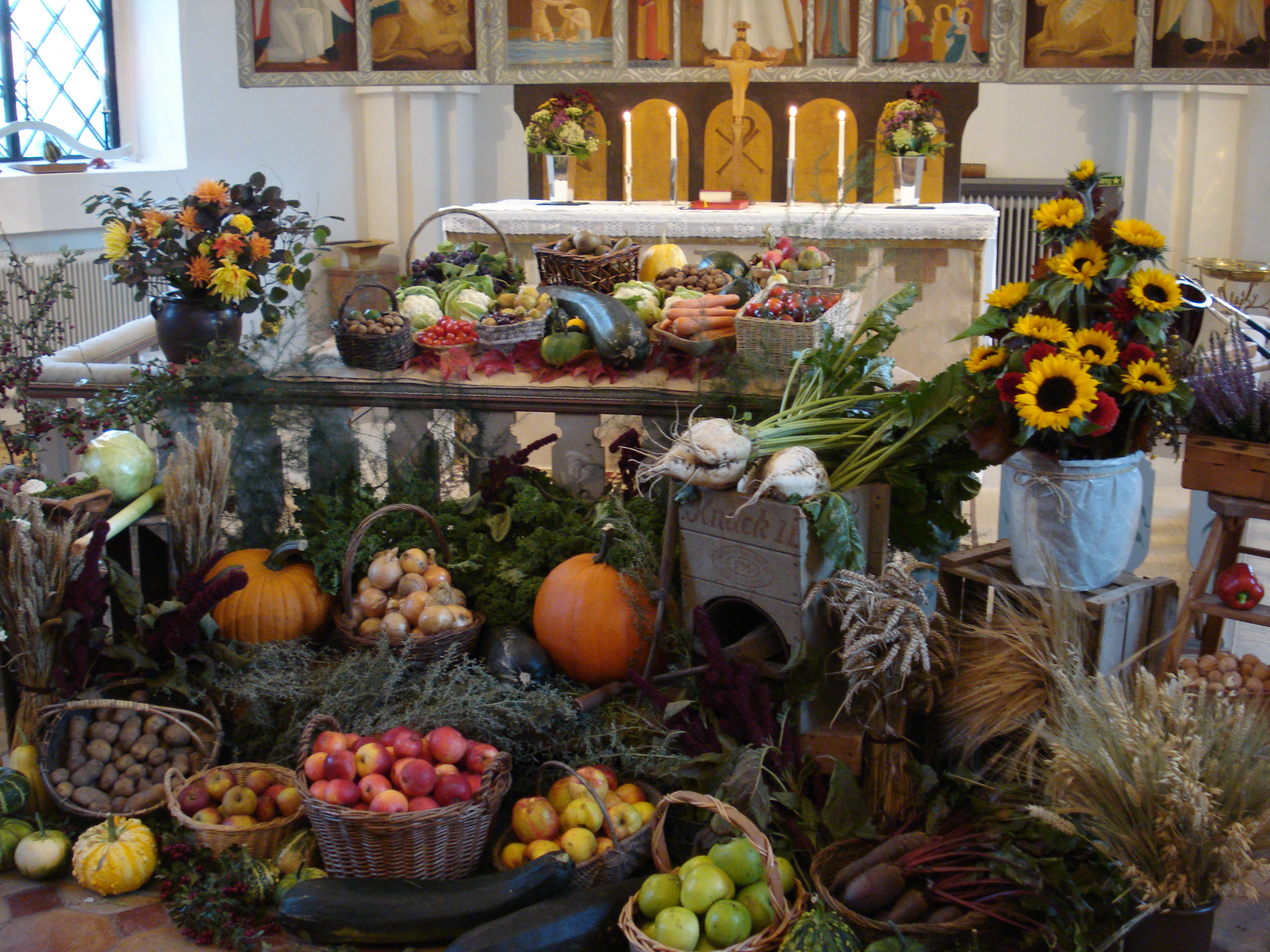
Utsmyckning i Fjärestads kyrka på tacksägelsedagen.

Tacksägelse är ett religiöst uttryck för tacksamhet. Inom judendomen har välsignelser av människor och materia formen av en tacksägelse, vanligen med inledningen "Välsignad är du Herre, världsalltets Konung, du som har skapat …".
Ur påskmåltiden eller kiddushens välsignelser av bröd och vin har den kristna eukaristibönen fått sin form, och själva ordet eukaristi (grek. eucharistia) betyder egentligen "tacksägelse". En särskild tacksägelse för skörden förekommer i många kyrkor, till exempel på Tacksägelsedagen.
En särskild tacksägelse är den som sker i Svenska kyrkans församlingar vid tillkännagivandet av vilka som avlidit. Det är vanligt att de närmast anhöriga inbjudes till tacksägelsen där det under gudstjänsten tänds ett ljus till den avlidnes minne samt utförs klockringning och tyst eller gemensam bön för den avlidne samt dennes anhöriga. Klockringningen utförs en kortare stund omedelbart efter att tjänstgörande präst läst upp namnen på de som avlidit under veckan. Inne i kyrkan råder under tiden tystnad.
Klockringningen som kallas själaringning har gamla anor, men återintroducerades i början av 1920-talet i Engelbrektskyrkan, och är den form av själaringning som är vanligast inom svenska kyrkan idag.